# Jaikel Medina
Jaikel Lloyd Medina Scarlett (Limón, Costa Rica, 28 de enero de 1992), conocido deportivamente como Jaikel Medina (AFI: xaj'kel me'ðina), es un futbolista costarricense que juega de defensa. Es hermano del también futbolista Kijell Medina. Actualmente juega en la Santa Ana Fútbol Club de la Segunda División de Costa Rica. 
Su polivalencia le permite jugar en la contención o como defensor central. Destaca por su habilidad en la recuperación del balón, su precisión y visión del campo. Ha pasado la mayor parte de su etapa deportiva en el Uruguay de Coronado con 79 apariciones y marcó 4 goles con el club.
Debutó en 2011 en Orión pero no tuvo tanta participación. Al año siguiente fichó con Uruguay y se coronó campeón de Segunda División costarricense de la temporada 2011-12. Tras un intervalo de cuatro años con los charrúas, firmó con el Deportivo Saprissa a partir de enero de 2016. Sin embargo, fue cedido en condición de préstamo al Municipal Liberia. Una vez finalizado el lapso, regresó con los morados y se hizo con tres títulos de liga.

## Trayectoria

### Orión F. C.
Jaikel Medina fue formado en las categorías inferiores del desaparecido Brujas. Fue transferido hacia la nueva franquicia que fue Orión para el Campeonato de Invierno 2011, donde debutaría como profesional el 4 de septiembre. En esa ocasión salió como titular en el juego contra el Pérez Zeledón en condición de local, bajo el mando del director técnico español Juan Luis Hernández. Sin embargo, tuvo aparición solo en el primer tiempo, ya que en el segundo fue sustituido por Leonardo Madrigal. Por otro lado, el marcador finalizó con derrota de 0-1. Al término de las 20 fechas de la competencia, el futbolista contabilizó 3 partidos disputados y en dos oportunidades esperó desde el banquillo, mientras que su equipo alcanzó la última posición de la tabla con 17 puntos, por lo tanto en zona de descenso.

### C. S. Uruguay de Coronado
Por sus buenas condiciones mostradas en Orión, el centrocampista fue fichado por el Uruguay de Coronado a inicios de 2012, de la Segunda División costarricense, como parte del proyecto de Paulo Wanchope en la formación de jóvenes. Debido a esto, el 5 de abril desarrolló una serie de entrenamientos con sus compañeros Álvaro Astúa y Andrés Montalbán en el Celtic Football Club de Escocia. Los tres fueron enviados por medio del gerente del conjunto charrúa Jorge Díaz, y del entrenador Randall Chacón. El futbolista permaneció por una semana bajo las órdenes del técnico Neil Lennon, con el objetivo de conocer el ambiente del deporte en Europa. Regresó a su país y continuó vinculado con los lecheros. Hizo frente al Torneo de Clausura 2012 y su equipo clasificó a la ronda eliminatoria. En cuartos de final, su club eliminó a Turrialba, en semifinales a Carmelita y en la final a Ramonense, haciéndose con el título de campeón. En la serie por el ascenso, su equipo derrotó a los carmelos, llegando a la Primera División.
El 25 de julio de 2012 debutó en la fecha inaugural del Campeonato de Invierno contra Alajuelense, en el Estadio Morera Soto. El centrocampista participó 13 minutos en la derrota con marcador de 2-0. Durante la primera vuelta de la competencia, su equipo fue dirigido por Randall Chacón, pero con los resultados negativos fue sustituido por Carlos Watson. A partir de ese momento los lecheros contabilizaron victorias hasta ubicarse en el sexto puesto de la clasificación. Por otro lado, Jaikel disputó 7 encuentros con 321 minutos de acción.
La primera jornada del Campeonato de Verano 2013 se realizó el 13 de enero en la que su conjunto tuvo como adversario a Carmelita en el Estadio El Labrador. El mediocentro recibió tarjeta amarilla al minuto 45', y sus compañeros Erick Scott y Keyner Brown anotaron los goles para el triunfo de 2-1. Medina alcanzó la cifra de 5 partidos desarrollados, en 6 oportunidades esperó desde la suplencia y en 11 veces no fue convocado. Su club quedó en el octavo lugar con 28 puntos.
El 7 de julio de 2013 inició la competición del Torneo de Copa en la que grupo enfrentó al Puntarenas en el Estadio "Lito" Pérez, por la ida de los octavos de final. El empate a un tanto prevaleció hasta la conclusión del juego. La igualdad a dos goles en la vuelta de local hizo que la serie se llevara a los lanzamientos desde el punto de penal. Las cifras de 3-2 favorecieron a su conjunto. El cotejo de ida de los cuartos de final se llevó a cabo el 14 de julio en el Estadio El Labrador contra el Deportivo Saprissa. Su club inició ganando desde el minuto 2' por medio de la anotación de su compañero Pablo Rodríguez, pero el rival remontó y ganó con goleada de 1-4. El encuentro de vuelta fue tres días después en el Estadio Rosabal Cordero, donde su equipo registró una nueva pérdida, esta vez de 2-1. Con estos resultados, el Uruguay quedó eliminado del torneo y, por otra parte, Jaikel estuvo en los cuatro partidos con 267 minutos de desempeño.
El Campeonato de Invierno 2013 comenzó el 11 de agosto en la visita al Herediano. El centrocampista no fue convocado en el empate de 1-1. Sus primeros goles como profesional se dieron frente al Deportivo Saprissa y Pérez Zeledón, en la victoria de 2-0 y la igualdad de 1-1, respectivamente. En total estuvo por 11 partidos y su equipo se ubicó en el décimo puesto con 21 puntos.
La misma cantidad de apariciones serían para el futbolista en el Campeonato de Verano 2014. Su único tanto del torneo lo hizo el 11 de marzo contra el Santos de Guápiles. Por otra parte, los charrúas finalizaron el séptimo lugar de la clasificación con 28 puntos.
El formato del Torneo de Copa 2014 varió para esta edición. Su equipo disputó la fase de grupos ante Belén, Herediano y San Carlos. Las dos derrotas consecutivas frente a los belemitas y florenses, sumado el empate contra los Toros del Norte, hicieron que su conjunto quedara eliminado en el último lugar.
El 17 de agosto dio comienzo el Campeonato de Invierno 2014, en la que su club tuvo como rival al Cartaginés en el Estadio "Fello" Meza. El mediocampista permaneció en el banquillo en la pérdida de 3-1. En la competencia obtuvo 16 apariciones con 960 minutos de participación. Los uruguayos acabaron en el penúltimo lugar de la tabla con 16 puntos, muy cerca de la zona de descenso. Esto repercutió en la separación del estratega Watson del equipo.
A partir del Campeonato de Verano 2015 el club fue dirigido por el argentino Martín Cardetti. La primera fecha fue el 18 de enero, en el juego frente al Cartaginés en el Estadio El Labrador. El resultado fue de derrota 0-1 y Jaikel salió de cambio al minuto 69' por Ulises Segura. El único gol del futbolista lo realizó el 29 de marzo sobre AS Puma Generaleña, en la victoria de 0-1. Al concluir el torneo, su equipo logró eludir el descenso tras colocarse en el décimo puesto de la tabla general acumulada, mientras que Medina participó por 12 encuentros.
El 6 de julio de 2015 se desarrolló la primera fase del Torneo de Copa en la que su conjunto visitó el Estadio ST Center para tener como rival a Aserrí de la Segunda División. El marcador terminó abultado con cifras de 0-6. La segunda ronda de la competencia fue el 12 de julio contra el Cartaginés. La derrota de 4-1 eliminó a su equipo. Por otro lado, el centrocampista fue titular los 90 minutos de ambos cotejos.
La primera fecha del Campeonato de Invierno 2015 se efectuó el 2 de agosto. El Uruguay visitó el Estadio Morera Soto para el enfrentamiento ante Alajuelense. Medina estuvo durante todo el juego, recibió tarjeta amarilla al minuto 25' y el marcador fue de pérdida 3-0. Al término de las 22 jornadas, el futbolista contabilizó 9 apariciones, en 5 veces esperó desde la suplencia y en 8 ocasiones no fue tomado en cuenta. Los 24 puntos que obtuvo su conjunto lo colocaron en el octavo puesto.

### Municipal Liberia
El 14 de enero de 2016, el Deportivo Saprissa fichó a Jaikel, pero inmediatamente lo envió en condición de préstamo a Liberia. Debutó en la jornada 4 del Campeonato de Verano 2016, en la que su equipo enfrentó a Limón en el Estadio Juan Gobán. El mediocentro fue titular los 90 minutos en la victoria de 0-1. El 3 de abril concretó un gol sobre el Santos de Guápiles, en el triunfo de 3-0. Estuvo por 16 encuentros bajo las órdenes del entrenador Érick Rodríguez, y su conjunto quedó en el octavo lugar de la clasificación con 25 puntos.

### Deportivo Saprissa
Una vez finalizada la competencia, Jaikel regresó al Saprissa y fue presentado el 22 de junio de 2016 en conferencia de prensa, con Rolando Blackburn y Anllel Porras. Debutó como morado el 21 de julio, encuentro correspondiente a la segunda fecha del Campeonato de Invierno contra la Universidad de Costa Rica, en el Estadio "Coyella" Fonseca. El mediocentro fue titular con la dorsal «14» en el triunfo de 0-3, con dos anotaciones de su compañero Fabrizio Ronchetti y una de Roy Miller. El 18 de agosto se inauguró la Concacaf Liga de Campeones donde su equipo, en condición de local, tuvo como adversario al Dragón de El Salvador. El jugador permaneció en la suplencia y el resultado culminó en victoria con marcador abultado de 6-0. El 25 de agosto se desarrolló la segunda fecha de la competencia continental, de nuevo contra los salvadoreños, pero de visitante en el Estadio Cuscatlán. Tras los desaciertos de sus compañeros en acciones claras de gol, el resultado de 0-0 se vio reflejado al término de los 90 minutos. La tercera jornada del torneo del área se llevó a cabo el 14 de septiembre, en el Estadio Ricardo Saprissa contra el Portland Timbers de Estados Unidos. A pesar de que su club inició perdiendo desde el minuto 4', logró sobreponerse a la situación tras desplegar un sistema ofensivo. Los goles de sus compañeros Fabrizio Ronchetti y el doblete de Marvin Angulo, sumado a la anotación en propia del futbolista rival Jermaine Taylor, fueron suficientes para el triunfo de 4-2. El 9 de octubre, en el compromiso de local frente a Limón, Medina concretó su primer gol de la temporada al minuto 42'. El marcador fue de victoria 6-1. El 19 de octubre se tramitó el último encuentro de la fase de grupos, por segunda vez ante los estadounidenses, en el Providence Park de Portland, Oregon. El jugador quedó en la suplencia, y el desenlace del compromiso finiquitó igualado a un tanto, dándole la clasificación de los morados a la etapa eliminatoria de la competencia. En el vigésimo segundo partido de la primera fase de la liga nacional, su conjunto enfrentó a Liberia en el Estadio Ricardo Saprissa. El marcador de 3-1 aseguró el liderato para su grupo con 49 puntos, y además un cupo para la cuadrangular final. El 15 de diciembre su equipo venció 2-0 al Herediano, para obtener el primer lugar de la última etapa del certamen y así proclamarse campeón automáticamente. Con esto, los morados alcanzaron la estrella número «33» en su historia y Medina logró el primer título de liga en su carrera. Estadísticamente, contabilizó 13 apariciones y concretó un gol, para un total de 856 minutos disputados.
Para el inicio del Campeonato de Verano 2017 que se llevó a cabo el 8 de enero, el equipo saprissista tuvo la visita al Estadio Carlos Ugalde, donde enfrentó a San Carlos. Por su parte, Jaikel Medina apareció en el once inicial pero salió como relevo por Keven Alemán al minuto 74'. El marcador fue con derrota de 1-0. Su primer gol lo registró el 25 de enero, en la jornada 5 contra Limón. En esa oportunidad, el centrocampista concretó la anotación al minuto 19' y el resultado de 2-1 finiquitó con la victoria para los morados. La reanudación de la Liga de Campeones de la Concacaf, en la etapa de ida de los cuartos de final, tuvo lugar el 21 de febrero, fecha en la que su club recibió al Pachuca de México en el Estadio Ricardo Saprissa. El mediocentro quedó en la lista de suplentes y el trámite del encuentro se consumió en empate sin goles. El 28 de febrero fue el partido de vuelta del torneo continental, en el Estadio Hidalgo. Las cifras finales fueron de 4-0 a favor de los Tuzos. El 12 de abril, en el áspero partido contra Pérez Zeledón en el Estadio Ricardo Saprissa, su club estuvo por debajo en el marcador por el gol del adversario en tan solo cuatro minutos después de haber iniciado el segundo tiempo. El bloque defensivo de los generaleños le cerró los espacios a los morados para desplegar el sistema ofensivo del entrenador Carlos Watson, pero al minuto 85', su compañero Daniel Colindres brindó un pase filtrado al uruguayo Fabrizio Ronchetti para que este definiera con un remate de pierna izquierda. Poco antes de finalizada la etapa complementaria, el defensor Dave Myrie hizo el gol de la victoria 2-1. Con este resultado, los saprissistas aseguraron el liderato del torneo a falta de un compromiso de la fase de clasificación. A causa de la derrota 1-2 de local ante el Santos de Guápiles, su equipo alcanzó el tercer puesto de la cuadrangular y por lo tanto quedó instaurado en la última instancia al no haber obtenido nuevamente el primer sitio. El 17 de mayo se desarrolló el juego de ida de la final contra el Herediano, en el Estadio Rosabal Cordero. El volante vio acción como defensa, salió de cambio por Keven Alemán al minuto 54' y el marcador fue de pérdida 3-0. En el partido de vuelta del 21 de mayo en el Estadio Ricardo Saprissa, los acontecimientos que liquidaron el torneo fueron de fracaso con números de 0-2 a favor de los oponentes, y un agregado de 0-5 en la serie global.
El comienzo de su conjunto en el Torneo de Apertura 2017 se produjo el 30 de julio como local en el Estadio "Fello" Meza de Cartago contra Carmelita. Por otro lado, el jugador quedó fuera de convocatoria y el marcador culminó en victoria con cifras de 4-2. Debutó de manera formal el 6 de agosto en la visita a Pérez Zeledón, como sustitución por Juan Bustos Golobio al minuto 33'. Los saprissistas avanzaron a la cuadrangular en el segundo sitio con 43 puntos, y al cierre de la misma, el conjunto tibaseño quedó sin posibilidades de optar por el título. El centrocampista —que también fungió como defensor central—, contabilizó diez apariciones y solamente aportó una asistencia.
Con miras al Torneo de Clausura 2018, su equipo cambió de entrenador debido al retiro de Carlos Watson, siendo Vladimir Quesada —quien fuera el asistente la campaña anterior— el nuevo estratega. Medina apareció como titular en la primera fecha del 7 de enero ante Liberia en el Estadio Edgardo Baltodano, empleando la demarcación de defensor central y el resultado terminaría en triunfo por 0-3. El 20 de mayo se proclama campeón del torneo con su club tras vencer al Herediano en la tanda de penales. El jugador tuvo un total de dieciocho apariciones en este periodo.
Debuta en el Torneo de Apertura 2018 el 12 de agosto por la cuarta fecha contra el Herediano, juego en el que entró de cambio al minuto 88' por Jaylon Hadden en la victoria por 1-0 de local. Marcó su primer gol de la campaña el 30 de septiembre, en el duelo de local frente a San Carlos, donde aprovechó un centro de Michael Barrantes al minuto 8' para empalmar un cabezazo preciso dentro del área. Concluyó el certamen con veintiún apariciones.
Afronta su primer partido del Torneo de Clausura 2019 el 13 de enero, alcanzando la totalidad de los minutos en el empate de local a dos goles contra Limón. Medina, a pesar de marcar un gol en propia portería, logró sobreponerse y aportó una de los anotaciones para su equipo en el descuento transitorio.
El 26 de noviembre de 2019 se proclama campeón de Liga Concacaf, tras vencer en la final al Motagua de Honduras.
Se estrenó en el Torneo de Clausura 2020 el 19 de enero, partido que enfrentó al Cartaginés y jugó los últimos once minutos en la victoria 1-2. El 29 de junio alcanzó su tercer título nacional con Saprissa, luego de superar la serie final del campeonato sobre Alajuelense. El 2 de julio se anunció su salida del club.

## Selección nacional
El 18 de enero de 2019, es convocado por primera vez al combinado absoluto dirigido por el entrenador Gustavo Matosas. El 2 de febrero se llevó a cabo el partido en fecha no FIFA contra Estados Unidos en el Avaya Stadium, en el que Medina permaneció en el banco de suplentes y su combinado perdió con marcador de 2-0.

## Clubes
| Club                           | País       | Año         |
| ------------------------------ | ---------- | ----------- |
| Orión F. C.                    | Costa Rica | 2011        |
| C. S. Uruguay de Coronado      | Costa Rica | 2012 - 2016 |
| Municipal Liberia (Préstamo)   | Costa Rica | 2016        |
| Deportivo Saprissa             | Costa Rica | 2016 - 2020 |
| Municipal Pérez Zeledón        | Costa Rica | 2020        |
| Sporting F. C.                 | Costa Rica | 2021 - 2022 |
| Deportivo Malacateco           | Guatemala  | 2022 - 2023 |
| Puntarenas Fútbol Club         | Costa Rica | 2023 - 2024 |
| Club Social y Deportivo Zacapa | Guatemala  | 2024        |
| Asociación Deportiva Sarchí    | Costa Rica | 2025        |
| Santa Ana Fútbol Club          | Costa Rica | 2025 - Act  |

## Palmarés

### Títulos nacionales
| Título                         | Club                      | País       | Año  |
| ------------------------------ | ------------------------- | ---------- | ---- |
| Segunda División de Costa Rica | C. S. Uruguay de Coronado | Costa Rica | 2012 |
| Primera División de Costa Rica | Deportivo Saprissa        | Costa Rica | 2016 |
| Primera División de Costa Rica | Deportivo Saprissa        | Costa Rica | 2018 |
| Primera División de Costa Rica | Deportivo Saprissa        | Costa Rica | 2020 |

### Títulos internacionales
| Título        | Club               | Lugar    | Año  |
| ------------- | ------------------ | -------- | ---- |
| Liga Concacaf | Deportivo Saprissa | Honduras | 2019 |